# Canthidium korschefskyi
Canthidium korschefskyi är en skalbaggsart som beskrevs av Vladimir Balthasar 1939. Canthidium korschefskyi ingår i släktet Canthidium och familjen bladhorningar. Inga underarter finns listade.